# Нур Хасан Хусейн
Нур Хасан Хусейн (на сомали: Nuur Xasan Xuseen, на арабски: نور حسن حسين), известен още като Нур Адде, е министър-председател на Сомалия от 24 ноември 2007 до 2009 г.
Получава юридическо образование в Националния университет в Могадишу, след това завършва в Рим.
До 1991 г. е прокурор. След това в продължение на няколко години е председател на Сомалийското дружество на Червения кръст.
На 22 ноември 2007 г. президентът Абдула Юсуф Ахмед му предлага поста министър-председател след оставката на Али Мохамед Геди.
Нур Хасан Хусейн умира на 1 април 2020 година в Лондон в епидемията от коронавирус.